# Liga Juvenil del Kuomintang
La Liga Juvenil del Kuomintang (en chino: 中國國民黨青年團) (en pinyin: Zhōngguó Guómíndǎng Qīngniántuán) (en inglés: Kuomintang Youth League) es la sección juvenil del partido político taiwanés Kuomintang. La Liga Juvenil del Kuomintang fue creada en 2006 por el expresidente del Kuomintang, Ma Ying-jeou, durante su mandato como presidente para ayudar a promover la conciencia cultural y política entre los jóvenes taiwaneses. La Liga Juvenil del Kuomintang está presente en todo el territorio de la República de China (Taiwán). La liga juvenil tiene capítulos en el extranjero, también en los Estados Unidos.